# Forbes 500
Forbes 500 este o listă întocmită anual, de revista Forbes, cu cele mai mari companii din SUA. Din anul 2003, a fost înlocuită cu Forbes Global 2000.